# Stipe u gostima
Stipe u gostima je hrvatska humoristična serija koja je s prikazivanjem krenula 9. ožujka 2008. godine. Nastala je prema ideji Jasmine Božinovske Živalj i Ognjena Sviličića. 25. svibnja 2012. na predstavljanju dijela jesenske sheme, glavni urednik HRT-a Bruno Kovačević potvrdio je da će se serija vratiti i petu sezonu. Ali na tome nije stalo, nego je serija potvrđena za šestu i sedmu sezonu čime je postala najdugovječnija hrvatska serija po broju sezona. Premijera 7. sezone zakazana je za 16. veljače 2014. u 21:05 sati na prvom programu HRT-a. Serija je završila 29. lipnja 2014.

## Radnja
Radnja serije započinje dolaskom Stipe u Zagreb na liječničke pretrage. Stipe je udovac iz Zagore. Usprkos najavljenom kraćem dolasku, Stipe se udomaćuje u stanu sina Ive, diplomiranog veterinara koji nikako ne može naći posao i ne trudi se naći ga. Ive je u braku s Lanom, pravom Zagrepčankom, vlasnicom frizerskog salona i imaju sina Dina. 
Stipin mentalitet, razmišljanje i neshvaćanje navika gradske obitelji dovodi do niza smiješnih, komičnih situacija.

## Pregled serije
| Sezona | Sezona | Epizoda | Originalno emitiranje | Originalno emitiranje |
| Sezona | Sezona | Epizoda | Premijera sezone      | Kraj sezone           |
| ------ | ------ | ------- | --------------------- | --------------------- |
|        | 1.     | 15      | 9. ožujka 2008.       | 22. lipnja 2008.      |
|        | 2.     | 15      | 22. ožujka 2009.      | 5. srpnja 2009.       |
|        | 3.     | 20      | 22. rujna 2010.       | 30. siječnja 2011.    |
|        | 4.     | 20      | 21. rujna 2011.       | 1. veljače 2012.      |
|        | 5.     | 20      | 16. rujna 2012.       | 3. veljače 2013.      |
|        | 6.     | 20      | 22. rujna 2013.       | 9. veljače 2014.      |
|        | 7.     | 20      | 16. veljače 2014.     | 29. lipnja 2014.      |

## Zanimljivosti
- U dvije epizode serije (1x15 i 2x10) gostovali su likovi iz Odmori se, zaslužio si, točnije Ruža i Marko Kosmički (Vera Zima i Ivo Gregurević), kao i njihov sin Neno (Igor Mešin).[7]
- Prve tri sezone lik Uršule, Lanine majke igrala je glumačka veteranka Lela Margitić. U 4. sezoni glumica je zatražila kratki predah od snimanja pa ju je u toj ulozi zamijenila glumica Nada Rocco.[8] Od 5. sezone pa sve do kraja serije, Uršulu ponovo igra Lela Margitić.

## Glumačka postava

### Glavna glumačka postava
| Glumac/glumica | Lik           | Sezona u seriji  |
| -------------- | ------------- | ---------------- |
| Filip Radoš    | Stipe Ivić    | 1. – 7.          |
| Suzana Nikolić | Lana Ivić     | 1. – 7.          |
| Vedran Mlikota | Ive Ivić      | 1. – 7.          |
| Alen Šalinović | Paško Šundov  | 1. – 7.          |
| Lela Margitić  | Uršula #1     | 1. – 3.; 5. – 7. |
| Lana Barić     | Nives         | 1.; 3. – 7.      |
| Hrvoje Kečkeš  | Miro Lovrić   | 3. – 7.          |
| Frano Mašković | Đivo          | 5. – 7.          |
| Areta Ćurković | Jagoda        | 5. – 7.          |
| Dražen Kühn    | Marinko       | 7.               |
| Inge Appelt    | Ljubica Babić | 7.               |
| Željko Duvnjak | Andrija Babić | 7.               |

### Sporedna glumačka postava
| Glumac/glumica | Lik          | Sezona u seriji |
| -------------- | ------------ | --------------- |
| Helena Buljan  | Tanja Prelec | 1. – 2.         |
| Mirta Skelin   | Klara        | 1. – 2.         |
| Ana Maras      | Anita        | 2.              |

### Bivši članovi glumačke postave
| Glumac/glumica     | Lik           | Sezona u seriji                     |
| ------------------ | ------------- | ----------------------------------- |
| Borko Perić        | Konobar       | 1. – 4. (gost u 5.)                 |
| Nail Hasanović     | Dino Ivić     | 1. – 5. (gost u sljedećim sezonama) |
| Ksenija Marinković | Neda Šoštarić | 1. – 3. (gost u 4.)                 |
| Predrag Vušović †  | Pero Šoštarić | 1. – 3.                             |
| Nada Rocco         | Uršula #2     | 4.                                  |
| Karla Brbić        | Tina          | 4. – 5.                             |
| Helena Minić       | Kristina      | 5.                                  |
| Marijana Mikulić   | Stanka        | 5. – 7.                             |